# Apple Boutique

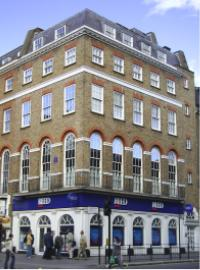
94 Baker Street en l'actualitat, amb la façana en la qual va ser pintat el mural.

Apple Boutique va ser una botiga de compravenda de Baker Street a Londres, així com una de les primeres aventures empresarials desenvolupada per The Beatles després de la creació d'Apple Corps.
Oberta al públic el 7 de desembre de 1967, amb John Lennon i George Harrison assistint a la seva obertura el primer mitjà de promoció d'Apple Boutique, a part de la publicitat duta a terme pel mateix grup en els mitjans de comunicació, va ser un mural pintat en una de les façanes de l'edifici que acollia la botiga, dissenyat pel trio artístic alemany The Fool. En l'interior de la botiga, algunes peça de vestir i accessoris també van ser dissenyats pel grup.
Gairebé tot seguit, es van desenvolupar problemes entorn del mural: altres negocis van objectar contra el mural psicodèlic, demanant que fos canviat o pintat d'un mateix color, mentre que a la botiga, la rateria es convertiria en el passatemps principal. Presumptes clients començarien a ajudar-se entre ells per imposar una moda, sent difícil per a l'equip elegir les penyores a vendre. Aviat, la botiga començaria a perdre diners a un ritme alarmant.
Al cap de poc, el mural seria eliminat a causa d'una ordre civil. De portes endins, les pèrdues causarien el tancament de la botiga el 30 de juliol de 1968. Els Beatles i els seus amics arribarien a la botiga el dia anterior per agafar tot allò que volguessin, mentre l'endemà va ser anunciat el regal de tot l'estoc emmagatzemat. En poques hores, la botiga seria buidada pel públic (comptabilitzat en cents de persones).
Com un últim gest, Paul McCartney usaria les finestres de la botiga, ja tancada, per publicitar el single "Hey Jude", pintant el títol de la cançó en blanc. Al principi, el gest va crear polèmica, sent interpretat per la comunitat jueva com un grafit antisemita ("Jude" és el terme germànic que designa els jueus), si bé al cap de poc s'explicaria el motiu de les pintades.
El mànager de la botiga, Peter Shotton, es desplaçaria a altres comeses dins d'Apple Corps. La germana de Pattie Boyd, Jenny Boyd, ocupada a la botiga, es casaria posteriorment amb la bateria Mick Fleetwood.